# Підвіска велосипеда

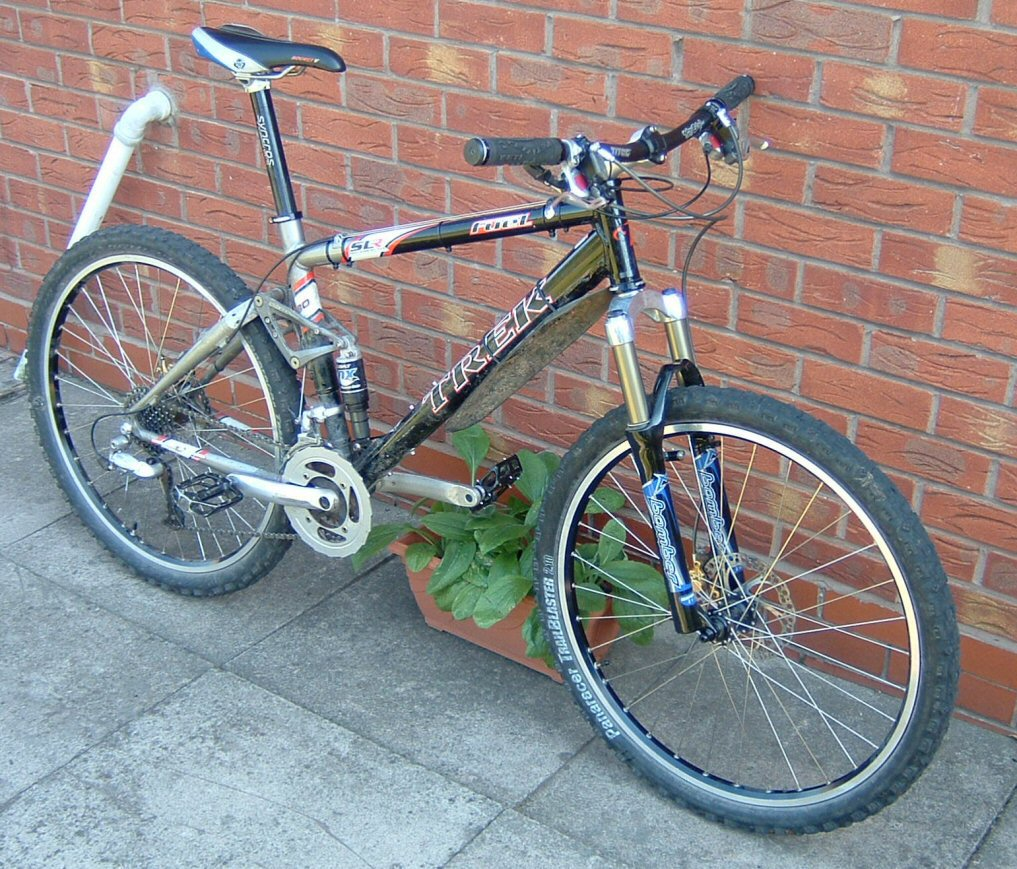
Гірський велосипед—двопідвіс

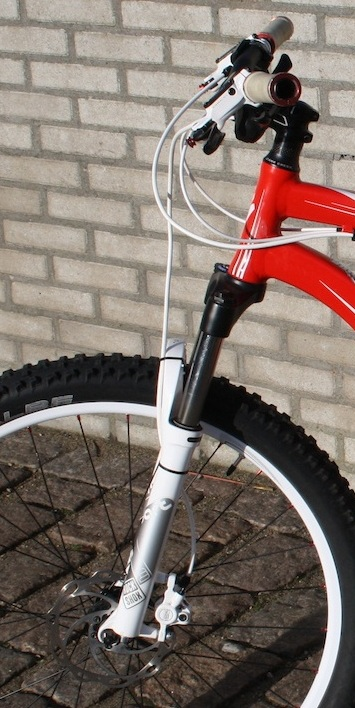
Передня підвіска

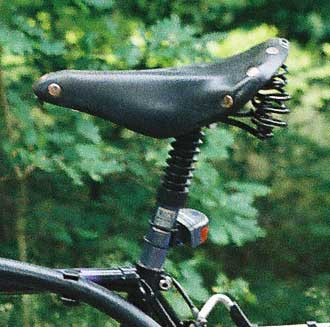
Підсидільний амортизатор та сідло з пружинами

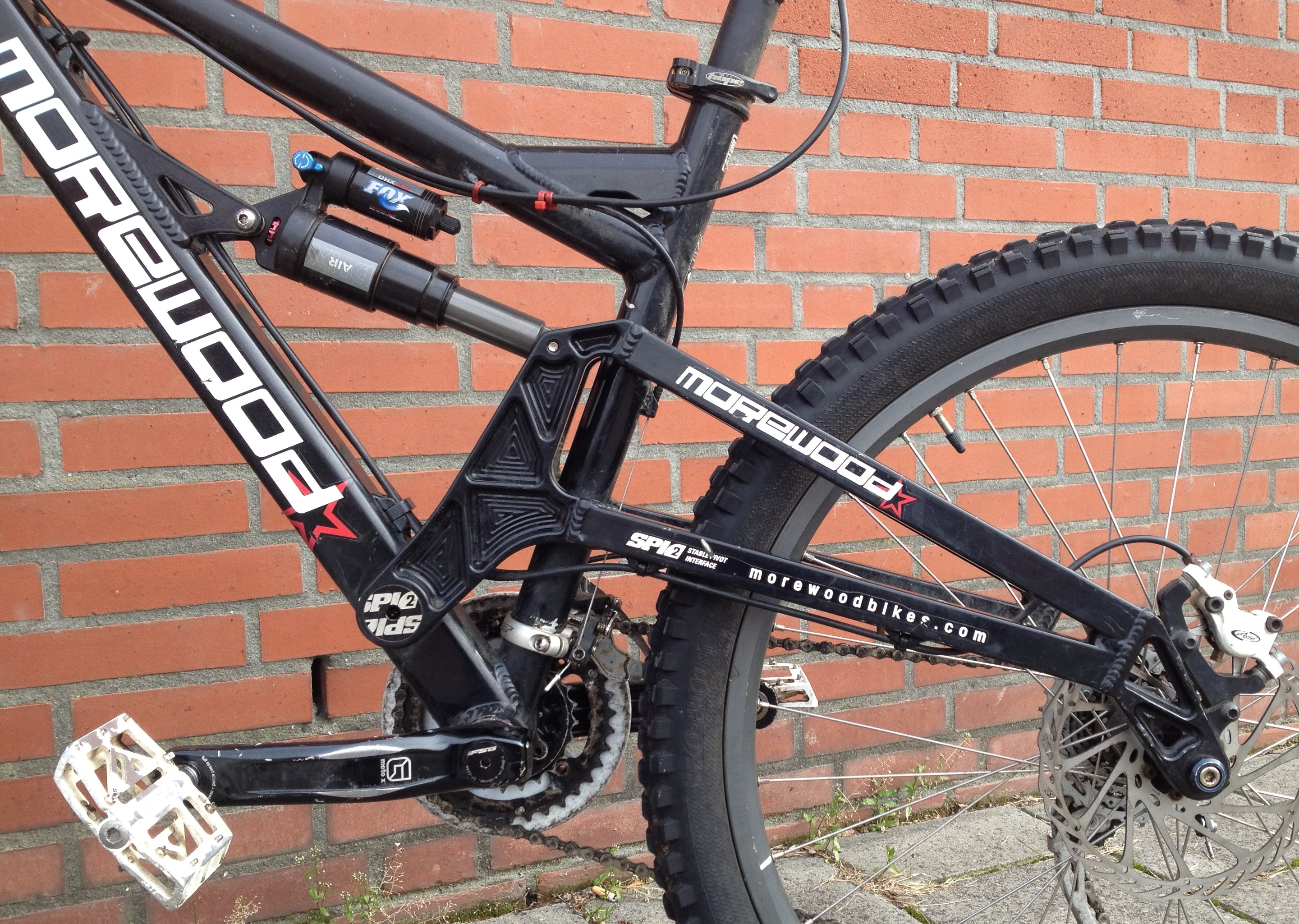
Задня підвіска

Підвіска велосипеда — система або системи амортизації велосипеда, що використовуються для підвищення комфорту велосипедиста при їзді по нерівній дорозі. Системи амортизації поширені в гірських велосипедах, а також застосовуються на гібридних, міських та дорожніх велосипедах.
Підвищення комфорту досягається за рахунок збільшення ваги велосипеда, амортизація також забезпечує кращу керованість велосипедом на нерівній дорозі.

## Типи підвісок
Підвіски велосипеда можуть бути реалізований в різних формах:
- амортизатори передньої вилки (без задньої підвіски — хардтейл);
- амортизатори задньої вилки (з передньою підвіскою — двопідвіс);
- амортизатор керма;
- підсидільний амортизатор;
- сідло з пружинами.

## Амортизатор передньої вилки
Амортизатори передньої вилки (передня підвіска) поділяються за типом на пружинні, пружинно-еластомірні, пружинно-масляні та повітряно-масляні. Принцип дії якісного амортизатора зводиться до того, що він швидко стискається при наїзді на перешкоду та поступово повертається у вихідне положення, поглинаючи при цьому коливання. Цьому принципу найкраще відповідають повітряно-масляні амортизатори, найменше — пружинні. 
В залежності від призначення амортизатор вилки може мати блокування ходу амортизатора та регулювання відскоку. Тип, ефективний амортизуючий хід, жорсткість амортизатора обирають відповідно до стилю катання та ваги велосипедиста.
Ефективний амортизуючий хід (різниця довжини ненавантаженого та повністю стисненого амортизатора) становить від 50 до 300 мм. Амортизатори з малим ходом обирають для міських та дорожніх велосипедів, з великим — для гірських.
Жорсткість амортизатора обирають таким чином, щоб амортизатор велосипеда з велосипедистом (який повинен прийняти найбільш характерну при їзді посадку) просідав від 10-20% для міських та дорожніх велосипедів і до 30-50% для гірських велосипедів. Більші значення просідання мають відповідати амортизаторам з більшим амортизаційним ходом.
Тип амортизатора обирають відповідно до вимог поглинання коливань (демпфування).
Окремі конструкції амортизаторів передбачають регулювання параметрів амортизатора (від популярних до спеціальних):
- Extension — хід амортизатора або його блокування, хід зменшують або блокують при підсиленому педалюванні;
- Preload — жорсткість амортизатора, опція доступна на повітряно-масляних амортизаторах, реалізується шляхом збільшення тиску повітря в амортизаторі, жорсткість збільшують при зростанні ваги та нерівності дорожнього покриття;
- Rebound — швидкість відскоку амортизатора (демпфування), опція доступна на пружинно-масляних та повітряно-масляних амортизаторах, визначається розміром отворів для перетікання масла при випростуванні амортизатора, відскок зменшують на рівній дорозі, що дозволяє економити сили на розгойдування велосипеда за рахунок невеликого зростання вібрацій, існують системи адаптивного налаштування відскоку;
- Compression — швидкість стискання амортизатора (компресія), опція доступна на масляних амортизаторах, визначається розміром отворів для перетікання масла при стисканні амортизатора, компресію збільшують на коротких перепадах (бруківка) і зменшують на довгих (польова дорога).

## Амортизатор задньої вилки
Амортизатор задньої вилки характеризується трьома основними параметрами: довжиною, ходом та жорсткістю.
Довжина амортизатора обирається відповідно до конструктивних параметрів рами велосипеда.
Хід штока визначає хід підвіски — відстань між центрами заднього колеса по вертикалі при крайніх положеннях штоку.